# イ・ジェジン
イ・ジェジン（이재진、1991年12月17日 - ）は、韓国の歌手、俳優。FTISLANDのベース、ボーカル、ラップを担当している。身長177cm、体重70kg。血液型A型。ソウル公演芸術高等学校卒業。

## 人物
姉が1人いる。趣味は、ネットサーフィン、昔の曲を聴くこと。特技は、ベース演奏。メンバー1毛深い。
ヤギに似てると言われている。

## ディスコグラフィー

### OST
- 「百年の花嫁 OST part 1」(2014年)

### CD
- scene.27(2019年)

## 出演

### ドラマ
- 止められない結婚（2007年、KBS）
- オンエアー（2008年、SBS）FTISLANDとして第1話にカメオ出演

### 映画
- 今日よりもっと!! (2016年)

### ミュージカル
- 夕立ち（ソナギ）（2009年）
- ハイスクール・ミュージカル（2013年）